# Escondido (Califórnia)
Escondido é uma cidade localizada no estado norte-americano da Califórnia, no Condado de San Diego. Foi incorporada em 8 de outubro de 1888, o que faz dela uma das cidades mais antigas do condado. Tem um clima ameno e uma economia diversa.

## Geografia
De acordo com o United States Census Bureau, a cidade tem uma área de 95,8 km², onde 95,3 km² estão cobertos por terra e 0,5 km² por água.

## Demografia
Segundo o censo nacional de 2010, a sua população é de 143 911 habitantes e sua densidade populacional é de 1 509,49 hab/km². Possui 48 044 residências, que resulta em uma densidade de 503,94 residências/km².